# Arp 325
Arp 325 ist eine interagierende Galaxiengruppe im Sternbild Wassermann, die schätzungsweise 800 Millionen Lichtjahre von der Milchstraße entfernt ist. Halton Arp gliederte seinen Katalog ungewöhnlicher Galaxien nach rein morphologischen Kriterien in Gruppen. Diese Galaxiengruppe gehört zu der Klasse Ketten von Galaxien.
| Bezeichnung | Alt. Name               | α J2000.0     | δ J2000.0    | mV    | Winkelausdehnung | Entfernung (Mio. Lj.) |
| ----------- | ----------------------- | ------------- | ------------ | ----- | ---------------- | --------------------- |
| Arp 325a    | 2MASX J22062085-2103484 | 22h 06m 20,8s | −21° 03′ 49″ | 18,65 | 0,17' x 0,14'    |                       |
| Arp 325b    | 2MASX J22062085-2104074 | 22h 06m 20,8s | −21° 04′ 05″ | 17,28 | 0,93' x 0,26'    | 852                   |
| Arp 325c    | LEDA 68035              | 22h 06m 21,6s | −21° 04′ 24″ | 17,90 | 0,36' x 0,36'    | 825                   |
| Arp 325d    | 2MASX J22062243-2104324 | 22h 06m 22,4s | −21° 04′ 32″ | 17,43 | 0,46' x 0,23'    | 852                   |
| Arp 325e    | 2MASX J22062264-2104574 | 22h 06m 22,6s | −21° 04′ 57″ | 18,40 | 0,20' x 0,16'    |                       |